# Prostitution à Hong Kong

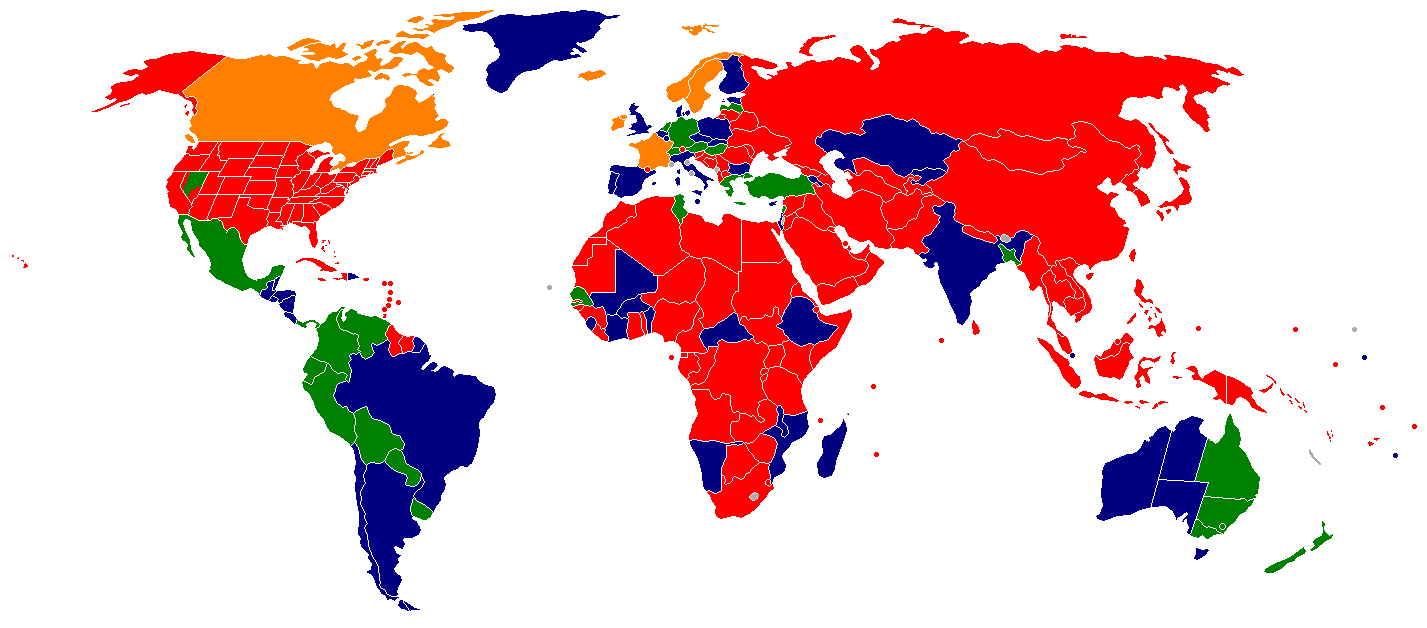
État de la législation sur la prostitution dans le monde
Prostitution légale et encadrée par des lois
Prostitution tolérée, pas légalisée, et donc pas réglementée. Les activités organisées (maisons closes ou proxénétisme) sont illégales
Prostitution illégale (les personnes prostituées et/ou les clients sont punis par la loi)
Idem (prostitution illégale)
Non renseigné

La prostitution à Hong Kong est légale, ce qui n'est pas le cas en Chine continentale. Mais les maisons closes, le racolage, la prostitution des mineures ou le proxénétisme sont interdits.

## Règlementation et pratiques
La prostitution à Hong Kong s'exerce dans des bâtiments structurés en chambres, des salons de massage, des bars ou des clubs de strip-tease. 
En interdisant les bordels et les souteneurs, la ville a donné naissance à une pratique de prostitution connue sous le nom « une femme, une chambre ». Louer une chambre à une prostituée n'a rien d'illégal, tant que celle-ci y exerce seule son activité. Ainsi le bâtiment Fuji accueille plus d'une centaine de prostituées chacune dans une chambre individuelle. Les descentes de polices s'effectuent non pour réprimer la prostitution mais parce que certaines d'entre elles enfreignent les lois sur l'immigration, avec des permis illicites ou des immigrantes clandestines. Les avantages de ces immeubles à prostituées sont multiples; elles ne recevront aucune plainte de leurs voisins, contrairement à un immeuble résidentiel, la protection des femmes est plus grande quand les propriétaires acceptent la mise en place d'un réseau de surveillance dans les parties communes, voire un bouton de détresse dans chaque chambre individuelle. Toutefois la mise en place de ces protections est loin d'être généralisée.

## Origine des prostituées

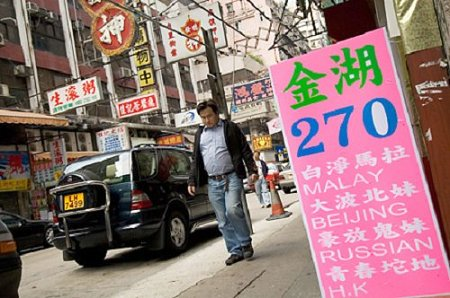
Signalétique d'un club de Hong Kong en 2005 indiquant « Filles de Malaisie, femmes bustées du Nord, femmes dévergondées de Russie, jeunes filles fraiches de Hong Kong »

Wan Chai est le quartier rouge traditionnel. Le Monde de Suzie Wong est le film mythique qui s'inscrit dans le quartier Wan Chai des  années 1950, Suzie Wong est devenue alors l’incarnation de la prostituée de Hong Kong. Ce quartier est maintenant fréquenté surtout pour les touristes et les expatriés. Dans son ouvrage Encyclopedia of Prostitution and Sex Work, publié en 2016, Melissa Hope Ditmore indique que les prostituées  viennent principalement de l’Asie du sud-est, alors que certaines proviennent d’Europe de l’est, de la Russie ou encore des États-Unis. Mais en 2003, le gouvernement de Pékin a permis aux touristes chinois de voyager à Hong Kong avec un permis spécial, appelé le régime individuel de visiter, le nombre de travailleurs du sexe de la Chine continentale à Hong Kong a nettement augmenté.

## À voir